# District de la Gruyère
Pour les articles homonymes, voir Gruyère.
Le district de la Gruyère (/gʁy.jɛʁ/ ou /gʁɥi.jɛʁ/) est un des sept districts du canton de Fribourg en Suisse. Son chef-lieu est Bulle. Il a été créé en 1848.

## Communes
Voici la liste des communes composant le district avec, pour chacune, sa population.
| Nom officiel           | N° OFS | Population (décembre 2022) |
| ---------------------- | ------ | -------------------------- |
| Bas-Intyamon           | 2162   | +001 598,                  |
| Botterens              | 2123   | +000733,                   |
| Broc                   | 2124   | +002 649,                  |
| Bulle                  | 2125   | +025 722,                  |
| Châtel-sur-Montsalvens | 2128   | +000348,                   |
| Corbières              | 2129   | +001 021,                  |
| Crésuz                 | 2130   | +000449,                   |
| Echarlens              | 2131   | +000839,                   |
| Grandvillard           | 2134   | +000871,                   |
| Gruyères               | 2135   | +002 282,                  |
| Haut-Intyamon          | 2121   | +001 664,                  |
| Hauteville             | 2137   | +000702,                   |
| Jaun                   | 2138   | +000636,                   |
| La Roche               | 2149   | +001 829,                  |
| Le Pâquier             | 2145   | +001 372,                  |
| Marsens                | 2140   | +002 071,                  |
| Morlon                 | 2143   | +000661,                   |
| Pont-en-Ogoz           | 2122   | +001 973,                  |
| Pont-la-Ville          | 2147   | +000630,                   |
| Riaz                   | 2148   | +002 874,                  |
| Sâles                  | 2152   | +001 448,                  |
| Sorens                 | 2153   | +001 105,                  |
| Val-de-Charmey         | 2163   | +002 620,                  |
| Vaulruz                | 2155   | +001 116,                  |
| Vuadens                | 2160   | +002 541,                  |
| Total                  | Total  | +059 754,                  |